# Liste der Nebenflüsse der Zulg
Die Liste der Nebenflüsse der Zulg zählt alle Zuflüsse und Abzweigungen der Zulg auf.

## Liste
(Anführung aller Zuflüsse und Abzweigungen der Zulg vom Ursprung bis zur Mündung in die Aare, soweit sie im Geoportal des Kantons Bern namentlich genannt werden. Namen nach dem Geoportal des Kantons, Daten nach dem Geoserver der Schweizer Bundesverwaltung. Die Längen in Kilometer (km), das Einzugsgebiet in Quadratkilometer (km²) und der mittleren Abfluss (MQ) in Kubikmeter pro Sekunde (m³/s), Koordinaten , Mündungshöhe in Meter über Meer (m ü. M.))
- → = Abzweigung

### Von der Quelle bis zum Chaltbach
- Fallbach[1][A 1] (links), 0,7 km, , 1352,9 m ü. M.
- Trüschübelgrabe[A 2] (rechts), 1,6 km, , 1099,5 m ü. M.
- Hinder Solgrabe[A 3] (links), 0,5 km, , 1077 m ü. M.
- Hungerschwandgrabe[A 4] (rechts), 1,9 km, , 1077 m ü. M.
- Mittler Hungerschwandgrabe[A 5] (rechts), 0,7 km, , 1065,9 m ü. M.
- Solgräbli[A 6] (links), 1,0 km, , 1064 m ü. M.
- Mittlers Lochgräbli[A 7] (links), 0,5 km, , 1062,9 m ü. M.
- Vorders Lochgräbli[A 8] (links), 0,6 km, , 1055,3 m ü. M.
- Schwändligrabe[A 9] (links), 1,0 km, , 1054,1 m ü. M.
- Vordere Hungerschwandgrabe[A 10] (rechts), 0,5 km, , 1052,9 m ü. M.
- Geissegggräbli[A 11] (rechts), 0,6 km, , 1044,5 m ü. M.
- Chaltbach (rechts) (Dräckergraben), 3,8 km, 4,59 km², 0,17 m³/s, , 1033,2 m ü. M.

### Vom Chaltbach bis zum Huetgraben

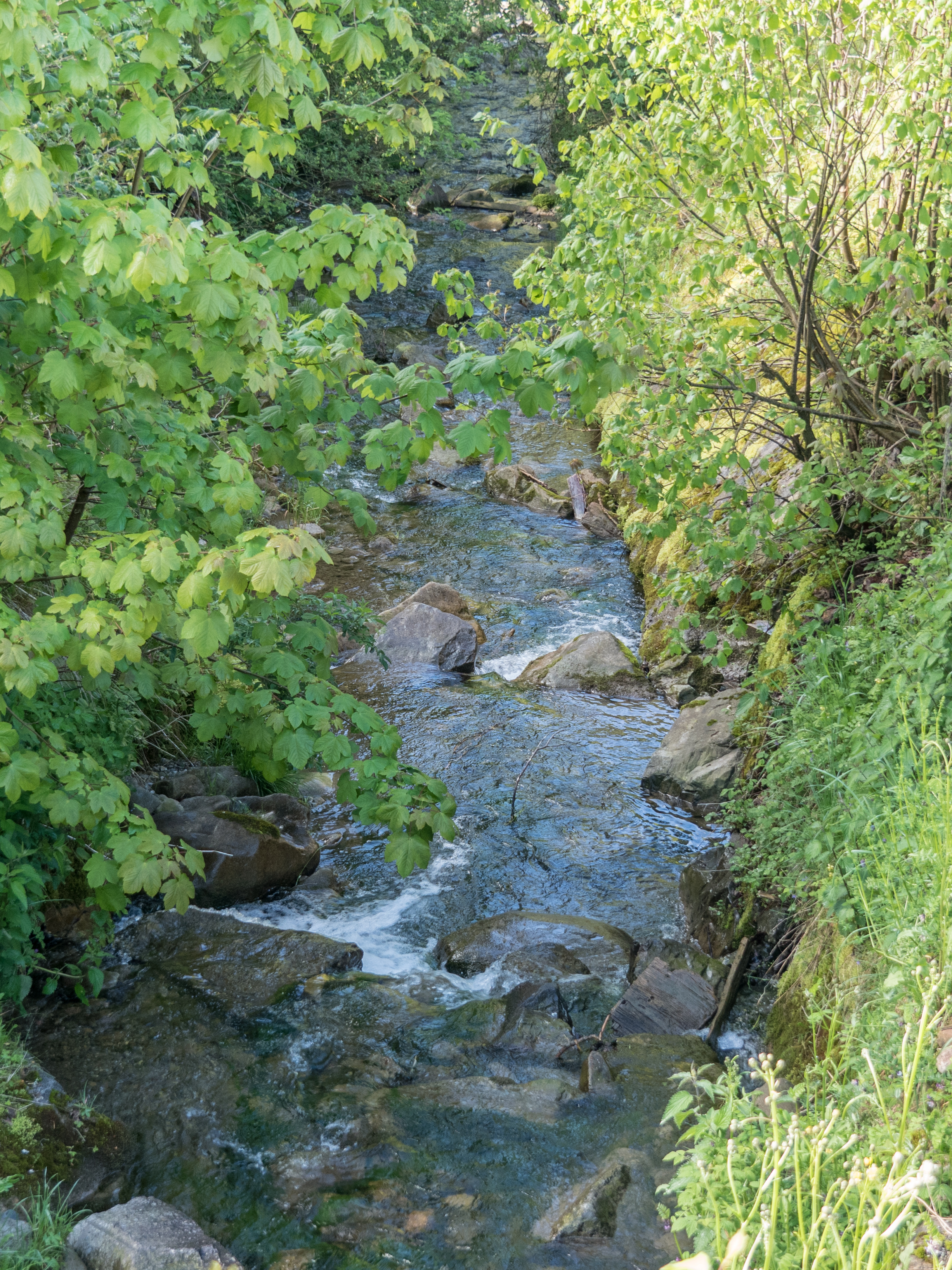
Bietegrabe bei Mühlematt in Eriz

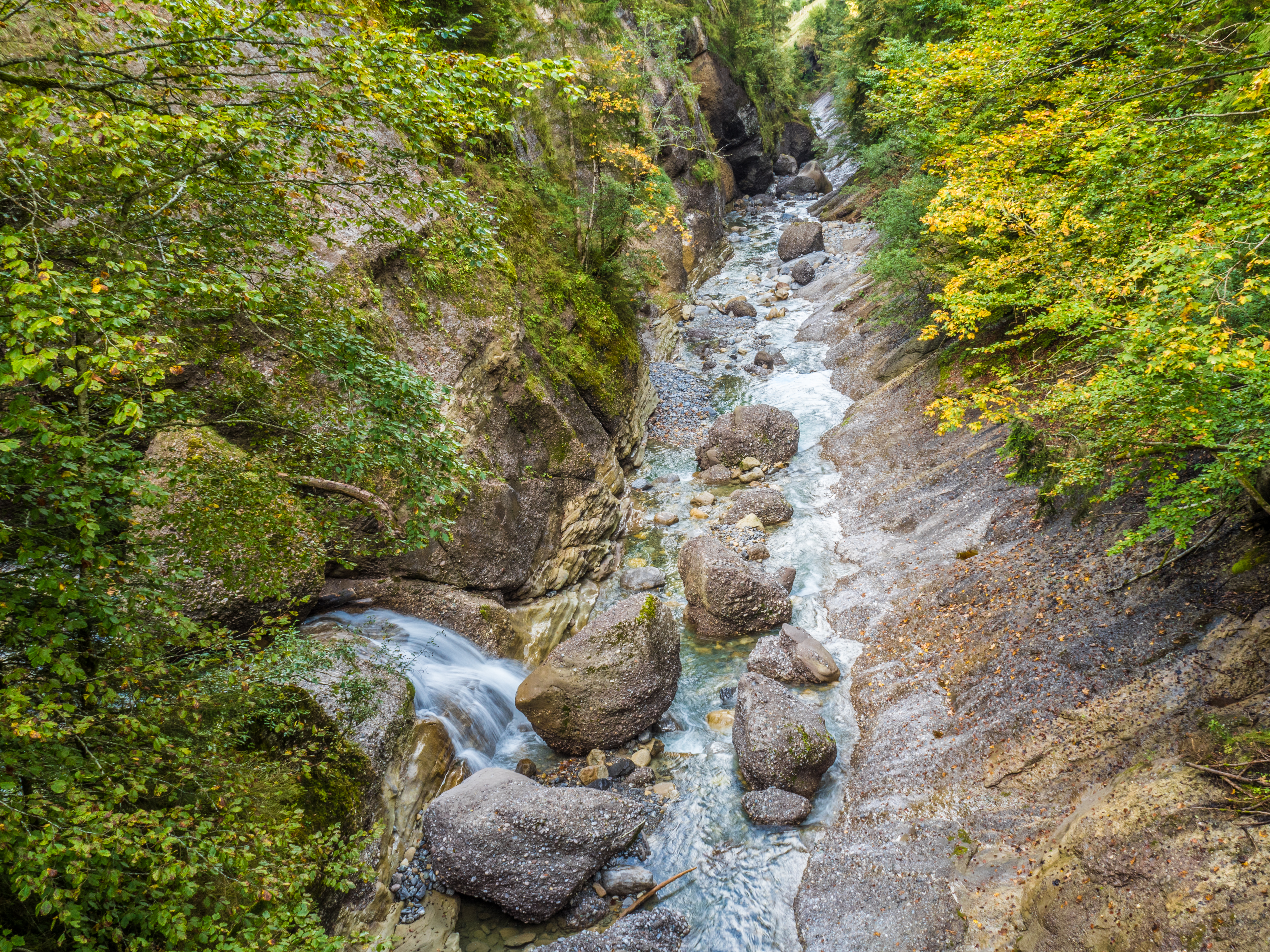
Mündung des Huetgrabens in die Zulg bei Horrenbach-Buchen

- Sulzibach (Sulzigrabe) (links), 4,5 km, 5,02 km², , 1029,2 m ü. M.
- Chäsmilchgrabe[A 12] (rechts), 0,9 km, , 1027,9 m ü. M.
- Erizbaangräbli[A 13] (links), 0,6 km, , 1023 m ü. M.
- Steigrabe[A 14][2] (links), 0,6 km, , 1016 m ü. M.
- Schürgräbli[A 15] (rechts), 0,9 km, , 1014,2 m ü. M.
- Lumpegräbli[A 16][3] (rechts), 0,7 km, , 1007,1 m ü. M.
- Spicherweidligrabe[A 17][2] (links), 0,4 km, , 1001,3 m ü. M.
- Wältisgrabe[A 18] (links), 1,8 km, , 999,2 m ü. M.
- Ramgrabe[A 19] (Bödelibach[4]) (rechts) 2,4 km, , 995,6 m ü. M.
- Beieligräbli[A 20] (rechts), 0,7 km, , 995,4 m ü. M.
- Beielgräbli[A 21] (rechts), 1,4 km, , 991 m ü. M.
- Rufenegräbli[A 22] (links), 0,6 km, , 982,6 m ü. M.
- Gisebüelgräbli[A 23] (rechts), 0,6 km, , 976,9 m ü. M.
- Rufeligräbli[A 24] (rechts), 0,5 km, , 975,8 m ü. M.
- Rufeneweidligräbli[A 25] (links), 0,8 km, , 974,9 m ü. M.
- Hüttligrabe[A 26] (links), 1,7 km, 1,01 km², , 961,3 m ü. M.
- Louigräbli[A 27]  (links), 1,3 km, , 949,2 m ü. M.
- Bietegrabe[A 28] (rechts), 2,8 km, 2,48 km², , 948,2 m ü. M.
- Eggweidligräbli[A 29] (links), 0,7 km, , 943,2 m ü. M.
- Lindegrabe[A 30] (rechts), 1,7 km, , 941,6 m ü. M.
- Haltegräbli[A 31] (rechts),0,3 km, , 933,6 m ü. M.
- Dräiergrabe[A 32] (rechts), 0,9 km, , 928,9 m ü. M.
- Schwandgrabe[A 33] (rechts), 1,0 km, , 915,4 m ü. M.
- Pfaffegrabe[A 34] (rechts), 0,9 km, , 874,3 m ü. M.
- Huetgrabe[A 35] (links), 5,1 km, 12,13 km², 0,41 m³/s, , 849,5 m ü. M.

### Vom Huetgraben bis zum Wüeribach
- Marteligräbli[A 36] (rechts), 0,6 km, , 843,1 m ü. M.
- Schuelhusgrabe[A 37] (links), 0,8 km, , 838 m ü. M.
- Büelbächli[A 38] (rechts), 1,0 km, , 825,4 m ü. M.
- Chröschgräbli[A 39] (links), 0,3 km, , 824 m ü. M.
- Appeschwandgräbli[A 40] (rechts), 0,4 km, , 820,1 m ü. M.
- Stockweidligräbli[A 41] (rechts), 0,7 km, , 818,3 m ü. M.
- Chäshüttegrabe[A 42] (links), 1,7 km, 1,15 km², , 815,7 m ü. M.
- Schaftörigräbli[A 43] (rechts), 0,6 km, , 794,6 m ü. M.
- Wüeribach (links), 4,7 km, 18,48 km², 0,45 m³/s, , 764,6 m ü. M.

### Vom Wüeribach bis zum Schwändigrabe
- Wanggräbli[A 44] (rechts), 1,2 km, , 753,2 m ü. M.
- Düregrabe[A 45] (rechts), 0,9 km, , 745,1 m ü. M.
- Würiwaldgrabe[A 46] (links),0,5 km, , 731,2 m ü. M.
- Hürligrabe[A 47] (links), 0,7 km, , 726,1 m ü. M.
- Büelegräbli[A 48] (links), 0,4 km, , 710,9 m ü. M.
- Obers Gärbigräbli[A 49] (rechts), 0,3 km, , 709,4 m ü. M.
- Unders Gärbigräbli[A 50] (rechts), 0,2 km, , 709,3 m ü. M.
- Raingräbli[A 51] (rechts), 0,3 km, , 708,6 m ü. M.
- Louigräbli[A 52] (rechts), 0,3 km, , 707,1 m ü. M.
- Muusergräbli[A 53] (rechts), 0,3 km, , 705,1 m ü. M.
- Joneligrabe[A 54] (links), 0,5 km, , 704,4 m ü. M.
- Hirschigrabe[A 55] (rechts), 0,7 km, 1,03 km², , 690,6 m ü. M.
- Horbegrabe[A 56] (rechts), 0,5 km, , 676,4 m ü. M.
- Chäsereigrabe[A 57] (links), 1,5 km, 1,0 km², , 673,1 m ü. M.
- Riedgrabe[A 58] (rechts), 0,5 km, , 668,3 m ü. M.
- Winkelgräbli[A 59] (rechts), 0,4 km, , 665,5 m ü. M.
- Waldbodegrabe[A 60] (links), 0,5 km, , 662,7 m ü. M.
- Mülibächli[A 61] (rechts). 0,2 km, , 658,2 m ü. M.
- Zulghaltegräbli[A 62] (rechts), 0,5 km, , 655,6 m ü. M.
- Cholerligrabe[A 63] (links), 0,6 km, , 654,4 m ü. M.
- Schuelhusgrabe[A 64] (links), 1,8 km, 0,6 km², , 650,3 m ü. M.
- Obers Flüemattgräbli[A 65] (rechts), 0,5 km, , 650,1 m ü. M.
- Müliweidbächli[A 66] (links), 1,1 km, , 649,2 m ü. M.
- Trimmlegräbli[A 67] (links), 0,4 km, , 643 m ü. M.
- Unders Flüemattgräbli[A 68] (rechts), 0,3 km, , 643,7 m ü. M.
- Fluegräbli[2][A 69] (links), 0,5 km, , 640,8 m ü. M.
- Mülitalgräbli[A 70] (rechts), 0,5 km, , 639,2 m ü. M.
- Furewaldgräbli[A 71] (links), 0,6 km, , 635,8 m ü. M.
- Bachgrabe[A 72] (rechts), 1,7 km, 1,28 km², , 634,7 m ü. M.
- Brachligräbli[A 73] (links), 0,2 km, , 633,2 m ü. M.
- Wilpersbodegrabe[A 74] (rechts), 0,8 km, , 629 m ü. M.
- Schwändigrabe[A 75] (links), 4,5 km, 3,08 km², , 623,1 m ü. M.

### Vom Schwändigrabe bis zur Mündung

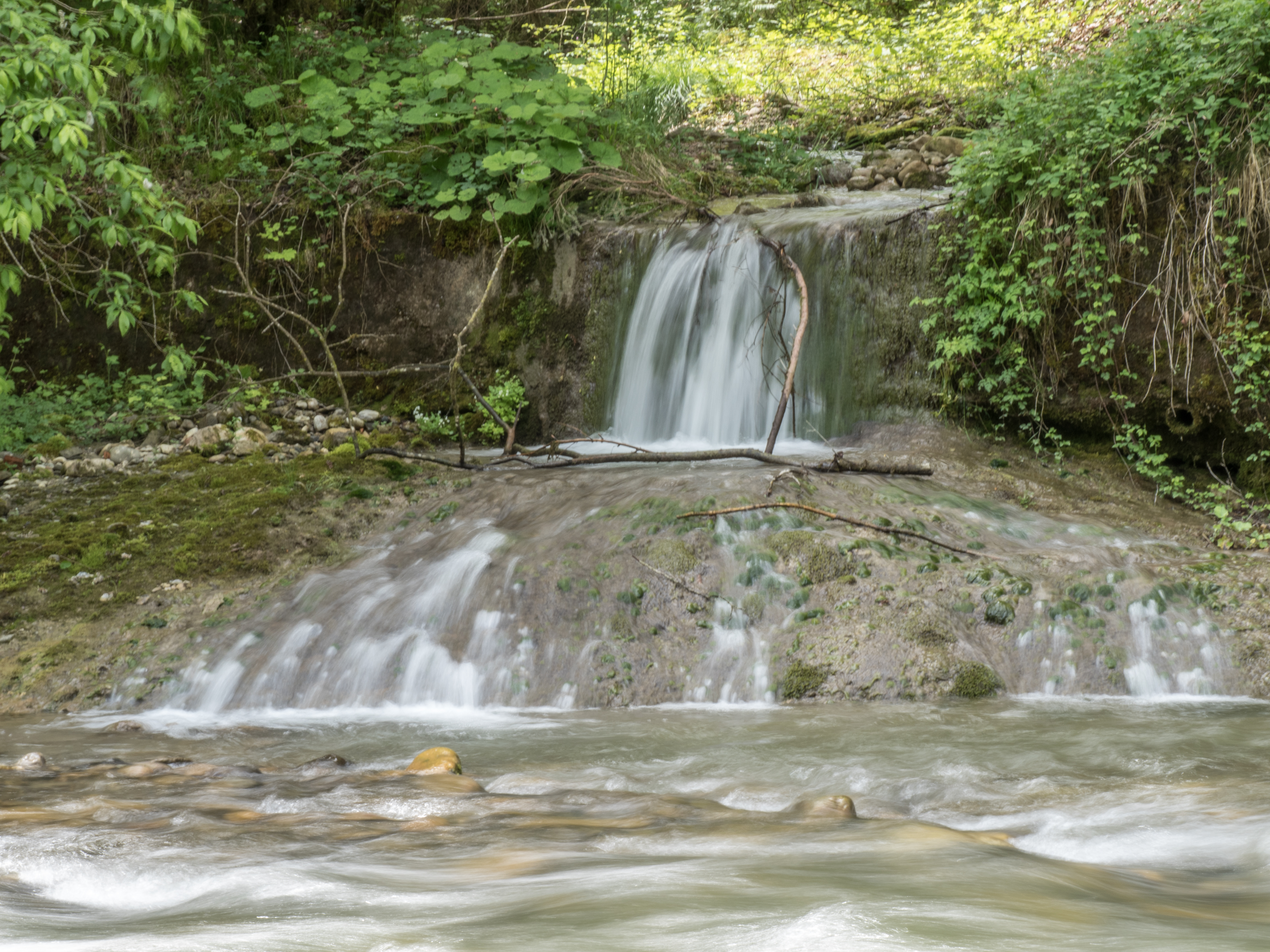
Mündung des Stägibachs in die Zulg bei Steffisburg
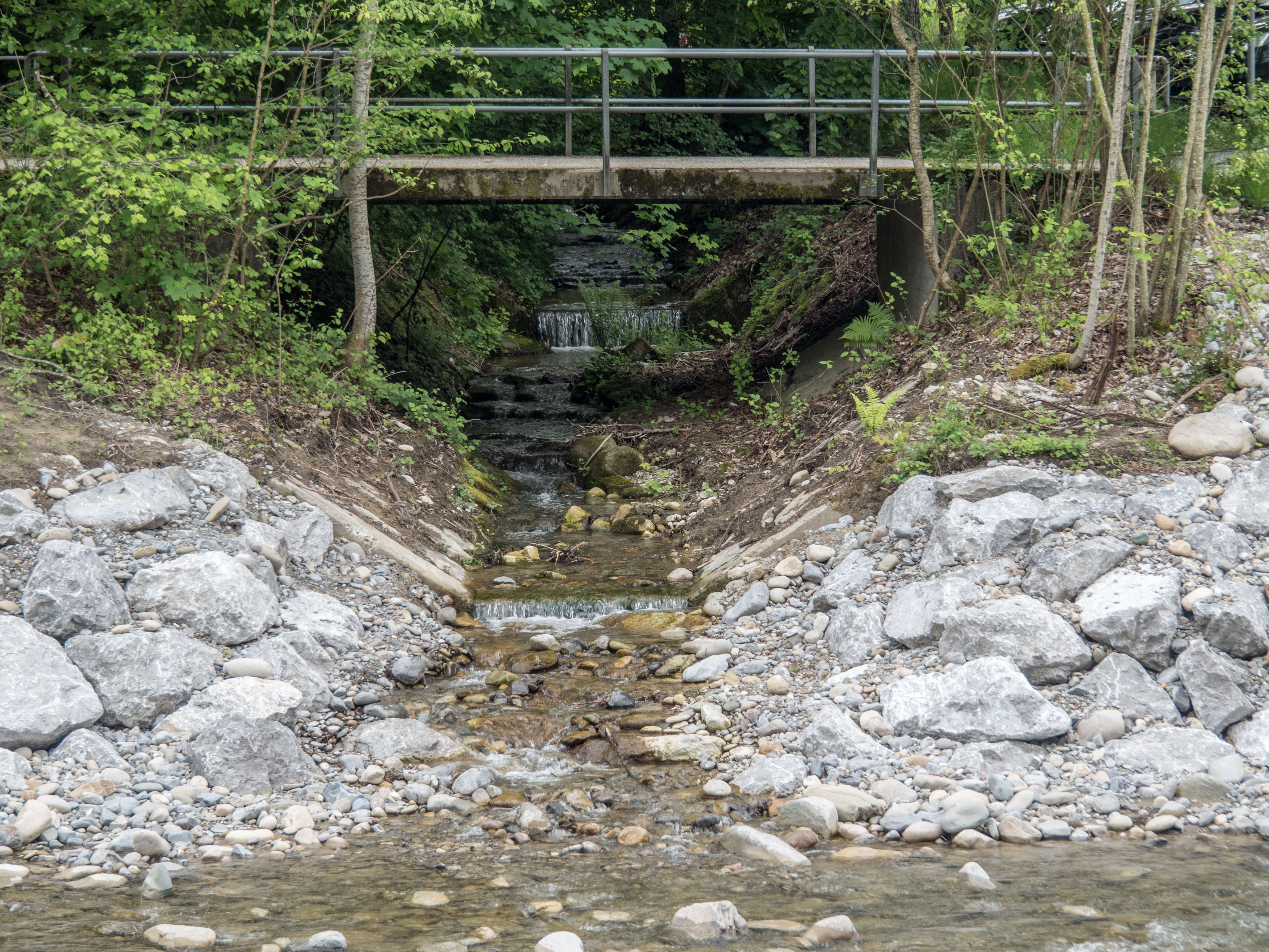
Mündung des Fischbachs in die Zulg bei Steffisburg
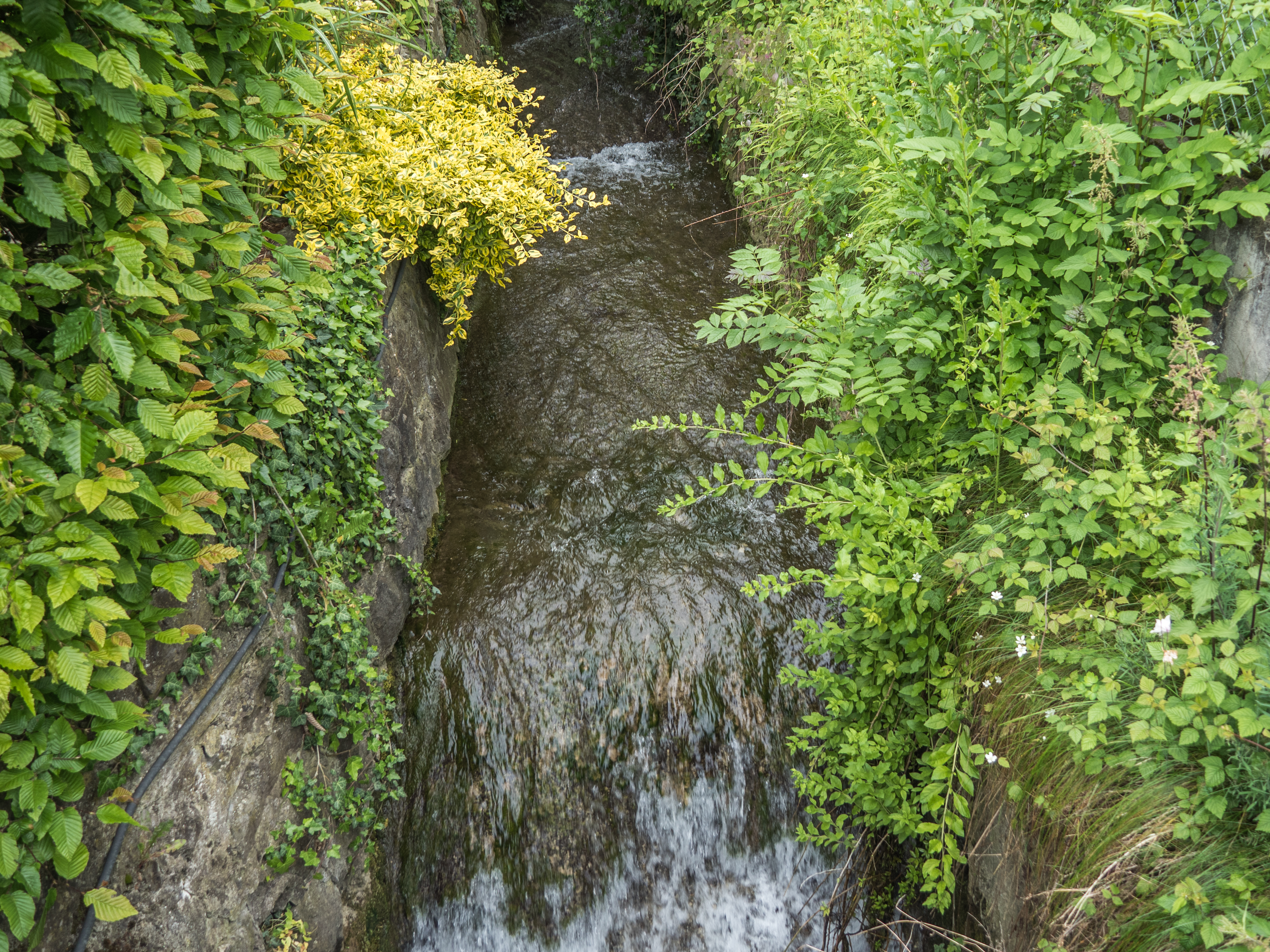
Dorfbach in Steffisburg
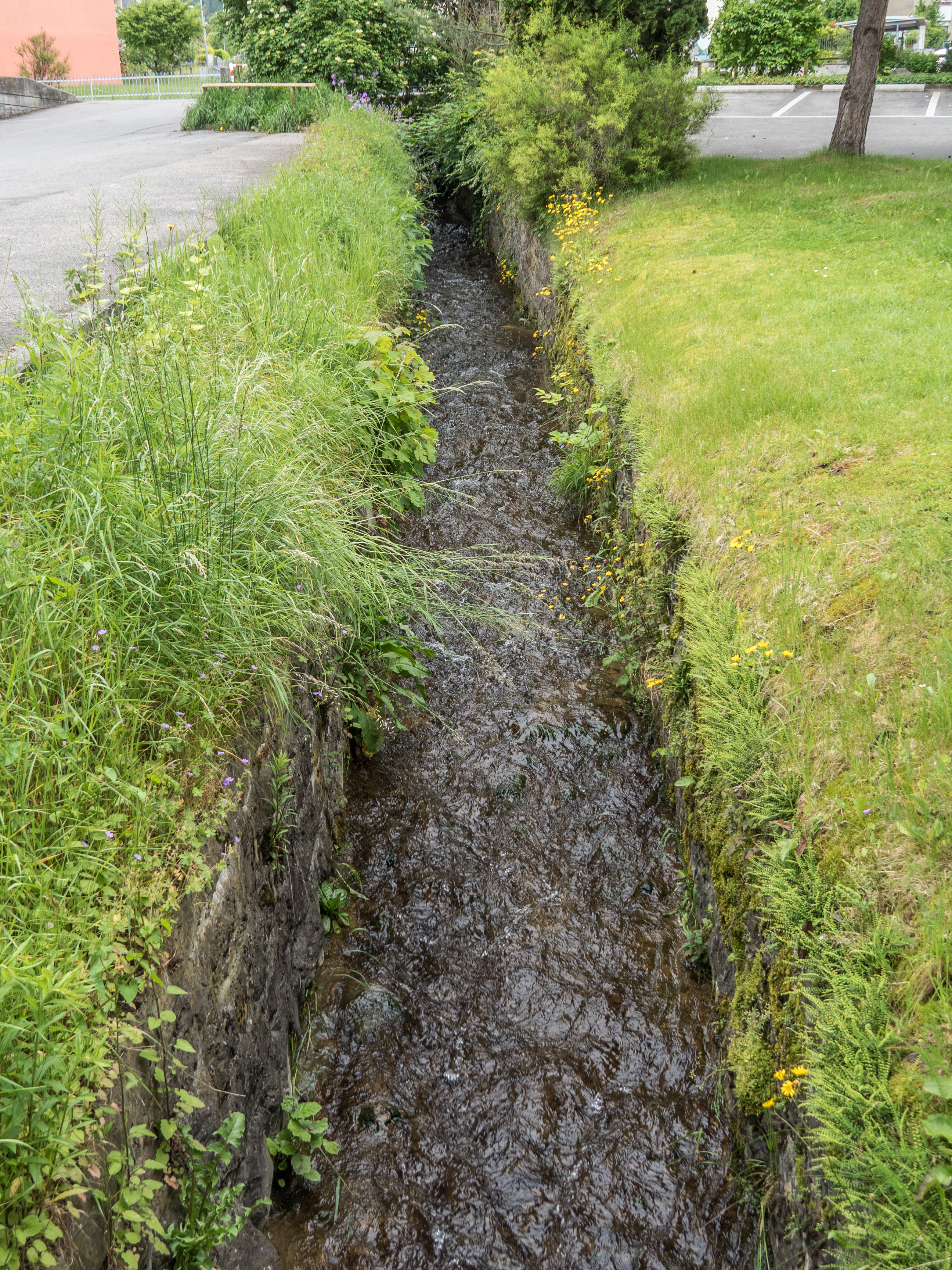
Bösbach in Steffisburg

- Huttegräbli[A 76] (links), 0,2 km, , 621,2 m ü. M.
- Weidgräbli[A 77] (rechts), 0,3 km, , 621,2 m ü. M.
- Stägbach (Stägibach[4]) (links) 2,3 km, 1,81 km², , 618,9 m ü. M.
- Sassacherbach[A 78] (rechts), 0,2 km, , 616 m ü. M.
- Fischbach (links), 2,4 km, 1,17 km², , 592,2 m ü. M.
- → Mülibach[5] (linke Abzweigung), 2,9 km, , 586,5 m ü. M.
- Dorfbach (Schluuchbach[4]) (rechts), 3,7 km, 3,36 km², 0,05 m³/s, , 581,8 m ü. M.
- Bösbach (links), 2,6 km, 2,99 km², , 574,4 m ü. M.